# 单节假木豆
单节假木豆（学名：Dendrolobium lanceolatum）为豆科假木豆属下的一个种。

## 扩展阅读
- 維基物種上的相關：单节假木豆